# Glycera nana
Glycera nana är en ringmaskart som beskrevs av Johnson 1901. Glycera nana ingår i släktet Glycera och familjen Glyceridae. Inga underarter finns listade i Catalogue of Life.